# Det bästa med Lasse Berghagen
Det bästa med Lasse Berghagen är ett samlingsalbum som kom ut 1998 med det bästa av och med Lasse Berghagen.

## Låtlista
CD 1
1. Sträck ut din hand
2. Maria dansar
3. En enkel sång om frihet
4. Res med mig uppför floden
5. Vi två
6. Det måste va'sången och glädjen
7. Hav och sand
8. Örtagårdsvall
9. Någon
10. Min blå melodi
11. Farväl till sommaren
12. Blad faller tyst som tårar
13. Spelman, spela!
14. Bäst av allt
15. Du är ljuset i mitt liv
16. Välsignade sol
17. Världen är ung
18. Ding-dong
19. Vintersömn
20. Till Bohuslän
21. Höstens regn
22. Tack för allt du gett mig

CD 2
1. Inte bara drömmar
2. Stranden
3. Låt mig få ge dig min sång
4. Lisa 9 år
5. Moder jord
6. Som många andra har jag en idol
7. En så'n underbar söndag
8. Sommaren låter oss glädjas
9. Ragatan på Baggensgatan
10. Livets sanna härlighet
11. Du vandrar som oftast allena
12. En kväll i juni
13. Lisa
14. Seglande skepp
15. Som en doft utav syren
16. En morgon av lycka
17. Du måste ge
18. En smak av sommar
19. Breda leenden
20. Det är slut
21. Kärleken(visst minns du den)
22. Till Stockholms skärgård

CD 3
1. Stockholm i mitt hjärta
2. Stäng inte dörr'n
3. Från kust till kust
4. Är väldigt lik oss andra
5. Jag tänkter på dig
6. Lei di lei
7. Fri
8. Midsommarkväll
9. Fröken Larsson
10. Gammel-Anders lördag
11. Jag önskar jag vore en skuta
12. Jennie Jennie
13. Du som vandrar genom livet
14. Hålligång i skogen
15. Gunga gunga
16. Att va' tillsammans
17. Du underbara Stockholms vår
18. Evert Hävert
19. Tack för att ni finns
20. Morfar
21. Tillsammans
22. Lena-Maria

CD 4
1. Teddybjörnen Fredriksson
2. Sommaren kom i en blåmålad eka
3. Tacka vet jag logdans
4. I gryningen
5. Låt oss rigga en skuta
6. Då är sommaren säkert här
7. Tankar
8. Matilda(von Reeperbahn)
9. Nils
10. Ditt liv
11. I mina blommiga sandaler
12. En akustisk gitarr
13. Han är en clown
14. Sjung för mig fågel
15. Torsten Bark
16. Då är du aldrig ensam
17. Karl-Erik Jonsson
18. Flirtige Knut
19. Håll mig hårt
20. Svalornas sång
21. Marie-Louise
22. Vänd dig om